# Разговоры с самим собой
Разгово́ры с сами́м собо́й — книга Нельсона Манделы, бывшего президента ЮАР, опубликованная 12 октября 2010 года. Книга составлена фондом Нельсона Манделы на основе архивных данных, записей, писем из заключения и даже пометок на календаре. В результате, Мандела предстаёт обычным человеком со своими слабостями и ошибками, страданиями и сомнениями.

## Содержание
Автобиография – это не просто перечисление событий и опыта, который человек собрал за свою жизнь. Она должна служить примером для тех, кто ищет свой путь. Но моя книга не претендует на это, так как я не собираюсь преподавать никому уроков. В юности я сочетал в себе слабости с безрассудностью деревенского мальчика. Мои действия и мысли были прежде всего обусловлены событиями, которые происходили там, где я рос и учился. Я был излишне высокомерен, чтобы скрыть пробелы в образовании. Когда я стал взрослым, мои товарищи и мои сокамерники помогли мне выбраться из неведения. (...) Когда я сидел в тюрьме, меня волновала проблема того неверного представления, которое помимо моей воли сложилось обо мне в мире. Меня считали святым. Я им никогда не был. Даже если и в определении, «святой» это грешник, который желает стать лучше.
Книга проливает свет на ранний период жизни Манделы, мало известный общественности. Книга передает прежде всего личные переживания, Мандела не скрывает своих страхов и сомнений и той огромной боли, которую он чувствовал при разлуке со своими близкими. В 1969 году после заключения в тюрьму своей жены Винни, он объясняет двум своим малолетним дочерям, что могут пройти годы, прежде чем они увидят свою мать. В одном из писем Мандела говорит, что просто «исходит желчью» от невозможности помочь семье. «Я любил играть с детьми, купать их, укладывать спать, и разлука с семьёй всегда омрачала мою политическую жизнь», — признаётся Нельсон Мандела.
Самокритика Манделы сопровождает его воспоминания на каждой странице книги. В момент присуждения ему Нобелевской премии мира в 1993 году, Нельсон Мандела признаётся, что «пришёл в ужас от той педантичности, искусственности и недостатка оригинальности», которые звучали в его ранних выступлениях.
За организацию актов саботажа и вооружённого сопротивления властям в 1964 году Мандела вместе со своими товарищами по Африканскому национальному конгрессу был арестован и приговорён к пожизненному заключению.
На суде Мандела заявил, что его судят за стремление построить в Южной Африке демократическое общество, где все расы и народы жили бы в мире и гармонии. Находясь в заточении в одиночной камере тюрьмы на Роббенэйланде близ мыса Доброй Надежды, Мандела приобрел мировую известность. Кампания в его защиту приобрела невиданные масштабы и превратилась в международную борьбу за отмену апартеида и изменение политической системы в ЮАР.
Вот как Мандела вспоминает о последнем дне суда в беседе со своим другом Ахмедом Катрадой:
Было бы легко сегодня говорить, что я не волновался. Все мы ожидали смертного приговора. Перед тем как судъя зачитал приговор, суд уже признал нас виновными. Но перед самим произнесением приговора у судьи был очень раздраженный вид и мы все подумали: точно, нас приговорят к смертной казни. И мы с ней смирились. Конечно, это очень странное переживание: ждать, что к тебе сейчас повернутся и скажут, что твоя жизнь закончилась, не когда-нибудь, а прямо сейчас. Конечно, это было тревожно, но мы тем не менее старались подготовить себя к такой трагической возможности. И со мной были мои смелые товарищи, которые показали даже больше мужества, чем я. Я хочу, чтобы наконец это прозвучало.
Нельсон Мандела говорит, что не хотел становиться президентом ЮАР. Он мечтал служить своей стране без должности в правительстве и хотел, чтобы государство возглавил более молодой политик. Однако Мандела изменил своё решение после разговора с одним из руководителей Африканского национального конгресса, но дал понять, что будет президентом только один срок.
Предисловие к книге написал Барак Обама, который чествует всю жизнь Нельсона Манделы как торжество над «цинизмом и фанатизмом, часто царящими в нашем мире». «Мы видим человека, который творил историю, который выбрал надежду, а не страх». По словам американского президента, Мандела «не лишён недостатков, как и каждый из нас. Однако это такие несовершенства, которые могут вдохновить».